# Parelectroides
Parelectroides är ett släkte av fjärilar. Parelectroides ingår i familjen stävmalar.
Kladogram enligt Catalogue of Life:
| Parelectroides | \| \| Parelectroides chalybea \| \| \| \| \| \| Parelectroides heliocopis \| \| \| \| \| \| Parelectroides ithycosma \| \| \| \| \| \| Parelectroides scintillula \| \| \| \| \| \| Parelectroides selectella \| \| \| \| \| \| Parelectroides subvectella \| \| \| \| |
|                | \| \| Parelectroides chalybea \| \| \| \| \| \| Parelectroides heliocopis \| \| \| \| \| \| Parelectroides ithycosma \| \| \| \| \| \| Parelectroides scintillula \| \| \| \| \| \| Parelectroides selectella \| \| \| \| \| \| Parelectroides subvectella \| \| \| \| |
|                | Parelectroides chalybea |
|                | |
|                | Parelectroides heliocopis |
|                | |
|                | Parelectroides ithycosma |
|                | |
|                | Parelectroides scintillula |
|                | |
|                | Parelectroides selectella |
|                | |
|                | Parelectroides subvectella |
|                | |